# John Rosas

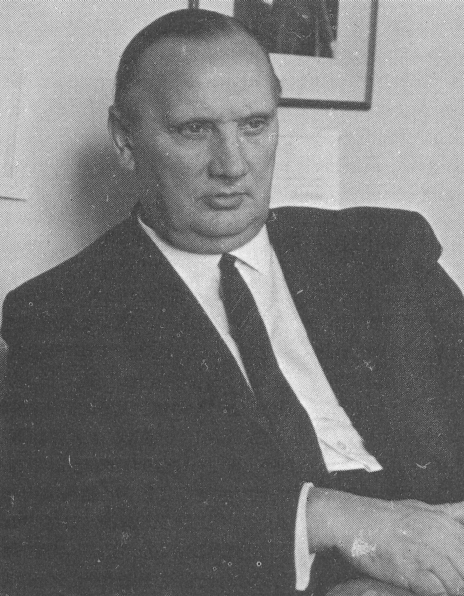
John Rosas.

John Anders Rosas, född 30 november 1908 i Lappträsk i Finland, död 2 mars 1984 i Åbo, var en finländsk musikforskare, tonsättare, cellist och dirigent, fader till Allan Rosas.
Rosas blev fil.dr 1950 med en avhandling om Fredrik Pacius. Mellan  1934 och 1938 var han kör- och orkesterdirigent i Åboland och Västnyland och blev 1937 musiklärare vid Åbo Akademi. Efter sin disputation var han  1953–1962 docent i musikvetenskap och 1954–1962 tillförordnad professor.
Mellan 1962 och 1973 var han professor i musikvetenskap och folkdiktsforskning och förestod  Sibeliusmuseet från 1959. Rosas var förbundsdirigent i Finlands svenska sång- och musikförbund 1953–1963.
Studentkören Brahe Djäknar som grundades vid Åbo Akademi 1937 leddes av John Rosas från starten till 1955.